# Pappogeomys alcorni
Pappogeomys alcorni је врста глодара из породице гофера (лат. Geomyidae).

## Распрострањење
Мексико је једино познато природно станиште врсте.

## Станиште
Врста Pappogeomys alcorni има станиште на копну.

## Угроженост
Ова врста је крајње угрожена и у великој опасности од изумирања.

### Популациони тренд
Популација ове врсте се смањује, судећи по расположивим подацима.